# 米山淳
米山 淳（よねやま あつし）は、日本の雑誌編集者。1963年1月27日生まれ。現職は、光文社の女性向け月刊ファッション雑誌VERY副編集長。

## 略歴
神奈川県立厚木高等学校を経て、早稲田大学を卒業。光文社に入社。光文社ではCLASSY、週刊宝石やBRIOの編集や企画広告を担当後、今尾朝子編集長の下でVERY副編集長に就任。毎号多彩な人物に取材しているほか、名物企画の編集を担当。

## 人物
- VERY編集部ではフォレスト・ガンプJr.の名義で執筆[5]。

## 主な担当企画
- 「お受験の花道」